# Valentkova dolina
Valentkova dolina ( polsky Dolina Walentkowa německy Walentkowatal, Walentkowatälchen maďarsky Walentkowavölgy, Walentkowavölgyecske je nevelké údolí v horní části Tiché doliny s plochou 1,5 km² s výškovým rozpětím od 1400 m n. m. do 1900 m n. m.. Ohraničená je na severní straně hlavním hřebenem Západních a Vysokých Tater od Kasprova vrchu po Svinicu, na východní straně, resp. v závěru hlavním hřebenem Vysokých Tater od Svinice až po Valentkovu a na jižní straně vedlejším západním hřebenem Valentkové. . V údolí je Valentkovo pliesko ( polsky Walentkowy Stawek a Valentkov potok ( polsky Walentkowy potok který pramení pod Svinicou a protéká celou dolinou. 

## Název
Travnaté úbočí doliny odedávna vypásali ovcemi pastevci. Dolina i stejné objekty - potok, pliesko, sedlo a hřeben za svůj název vděčí pastýři Valentkovi. 

## První v dolině
První byli neznámí pastýři. Písemnou zmínku o přechodu dolinou v zimě zanechali jako první Jerzy Bistro, Adam Karpiński a Kazimierz Szczepański 28. března 1923 a trochu později téhož dne Marian Maurizio s přáteli.

## Turistika
Dolina není pro turisty přístupná.